# Кальмарский договор (1397)
Кальмарский договор (дат. Kalmar-traktaten) — договор между Данией, Норвегией и Швецией, заключенный 25 сентября 1397 года в Кальмаре, который образовал Кальмарскую унию. 

## Условия договора
Договор был подписан 25 сентября 1397 года между представителями трех королевств и устанавливал Кальмарскую унию, в которой все три королевства управлялись одним монархом, которым был признан малолетний племянник королевы Маргариты Эрик Померанский. По соглашению власть должна была передаваться по прямой мужской линии; в случае бездетности короля представители всех трёх стран должны были избрать нового единого монарха. Страны также обязывались оказывать друг другу помощь в случае войн или мятежей. Оговаривались привилегии церкви. Подчёркивалась внутренняя самостоятельность королевств и почитание внутренних законов.

## Упразднение унии
Договор был нарушен, когда 6 июня 1523 года восставший шведский дворянин, уже будучи коронованным королем Швеции, Густав I Ваза заявил о выходе Швеции из унии. 
Восстание было поднято из-за устроенной датским королем Кристианом II «Стокгольмской кровавой бани», в ходе которой было казнено более 80 шведских оппозиционеров королю.